# NGC 5277
NGC 5277 (другие обозначения — ZWG 161.129, KUG 1340+302, PGC 48563) — галактика в созвездии Гончие Псы.
Этот объект входит в число перечисленных в оригинальной редакции «Нового общего каталога».